# Öttusa az 1992. évi nyári olimpiai játékokon
Az 1992. évi nyári olimpiai játékokon öttusában két versenyszámban avattak olimpiai bajnokot.

## Eseménynaptár
| Versenynap |

| Egyéni/Csapat | július | július | július | július | július | július | július | július |
| Egyéni/Csapat | 26     | 26     | 27     | 27     | 28     | 28     | 29     | 29     |
| ------------- | ------ | ------ | ------ | ------ | ------ | ------ | ------ | ------ |
| 0Vívás        |        |        |        |        |        |        |        |        |
| 0Úszás        |        |        |        |        |        |        |        |        |
| 0Lövészet     |        |        |        |        |        |        |        |        |
| 0Lovaglás     |        |        |        |        |        |        |        |        |
| 0Futás        |        |        |        |        |        |        |        |        |

## Éremtáblázat
(Magyarország sportolói eltérő háttérszínnel, az egyes számoszlopok legmagasabb értéke vagy értékei vastagítással kiemelve.)
| Az 1992. évi nyári olimpiai játékok éremtáblázata öttusában | Az 1992. évi nyári olimpiai játékok éremtáblázata öttusában | Az 1992. évi nyári olimpiai játékok éremtáblázata öttusában | Az 1992. évi nyári olimpiai játékok éremtáblázata öttusában | Az 1992. évi nyári olimpiai játékok éremtáblázata öttusában | Olimpia  |
| ----------------------------------------------------------- | ----------------------------------------------------------- | ----------------------------------------------------------- | ----------------------------------------------------------- | ----------------------------------------------------------- | -------- |
|                                                             | Ország                                                      | Arany                                                       | Ezüst                                                       | Bronz                                                       | Összesen |
| 1.                                                          | Lengyelország (POL)                                         | 2                                                           | 0                                                           | 0                                                           | 2        |
|                                                             |                                                             |                                                             |                                                             |                                                             |          |
| 2.                                                          | Egyesített Csapat (EUN)                                     | 0                                                           | 1                                                           | 1                                                           | 2        |
| 3.                                                          | Magyarország (HUN)                                          | 0                                                           | 1                                                           | 0                                                           | 1        |
|                                                             |                                                             |                                                             |                                                             |                                                             |          |
| 4.                                                          | Olaszország (ITA)                                           | 0                                                           | 0                                                           | 1                                                           | 1        |

## Érmesek
| Az 1992. évi nyári olimpiai játékok érmesei öttusában |                                                                                   |       |                                                                                          |       |                                                                           |       |
| Versenyszám                                           | Arany                                                                             | Arany | Ezüst                                                                                    | Ezüst | Bronz                                                                     | Bronz |
| Egyéni                                                | Arkadiusz Skrzypaszek · Lengyelország (POL)                                       | 5559  | Mizsér Attila · Magyarország (HUN)                                                       | 5446  | Eduard Zenovka · Egyesített Csapat (EUN)                                  | 5361  |
| Csapat                                                | Lengyelország (POL) · Arkadiusz Skrzypaszek · Dariusz Goździak · Maciej Czyżowicz | 16018 | Egyesített Csapat (EUN) · Eduard Zenovka · Anatolij Sztarosztyin · Dmitrij Szvatkovszkij | 15924 | Olaszország (ITA) · Roberto Bomprezzi · Carlo Massullo · Gianluca Tiberti | 15760 |